# Левітін Михайло Євелевич
Михайло Євелевич Левітін (1913, місто Мстислав, тепер Могильовської області, Білорусь — січень 1953, в'язниця, тепер Російська Федерація) — радянський державний діяч, голова Єврейського облвиконкому.

## Життєпис
Народився в єврейській родині. У 1930—1932 роках навчався в школі фабрично-заводського учнівства, потім був культпросвітпрацівником.
У 1934—1939 роках — студент юридичного факультету Ленінградського державного університету (Ленінградського юридичного інституту). Після закінчення навчання у вересні 1939 року скерований прокуратурою СРСР до міста Хабаровська.
У 1939 — липні 1943 року — заступник прокурора Єврейської автономної області.
Член ВКП(б) з 1940 року.
У липні 1943 — листопаді 1947 року — прокурор Єврейської автономної області, старший радник юстиції.
У жовтні 1947 — червні 1949 року — голова виконавчого комітету Єврейської обласної ради депутатів трудящих.
У червні 1949 року направлений на роботу до прокуратури Хабаровського краю на посаду начальника відділу з нагляду за міліцією. Проте прокуратура СРСР не затвердила його на цій посаді.
У січні 1951 року за власним бажанням був направлений до Комсомольська-на-Амурі, де працював юрисконсультом (начальником юридичного відділу) заводу «Амурсталь».
11 червня 1951 року заарештований органами МДБ СРСР у рамках «Біробіджанської справи». 23 лютого 1952 року засуджений до 25 років позбавлення волі у виправно-трудових таборах «за провадження антирадянської націоналістичної діяльності, зв'язок з американським товариством «Амбіджан», передачу через Єврейський антифашистський комітет у США та розголошення у виступах та в пресі відомостей, що становлять державну таємницю СРСР». Загинув у в'язниці в січні 1953 року. За неофіційною версією був забитий до смерті карними злочинцями.
28 грудня 1955 року посмертно реабілітований Військовою колегією Верховного суду СРСР за відсутністю складу злочину.

## Нагороди
- два ордени «Знак Пошани»
- медаль «За доблесну працю у Великій Вітчизняній війні 1941—1945 рр.»